# 邱柏璋
邱柏璋（1995年11月2日—）為臺灣男子籃球運動員，場上位置為小前锋，現擔任P. LEAGUE+高雄17直播鋼鐵人體能訓練師。邱柏璋出身永吉國中，2014年離開松山高中以後進入國立臺灣藝術大學就讀，2018年7月在第16季SBL選秀第二輪獲得裕隆納智捷青睞，2019年第17季SBL轉戰桃園璞園建築，2021年7月加盟T1聯盟臺中太陽，2022年9月加盟P. LEAGUE+高雄鋼鐵人。2024年8月9日，P. LEAGUE+高雄17直播鋼鐵人宣布邱柏璋退役轉任體能訓練師。

## 外部連結
- 邱柏璋在P. LEAGUE+
- 邱柏璋在Eurobasket.com（球員）（英语）